# Lammnjure

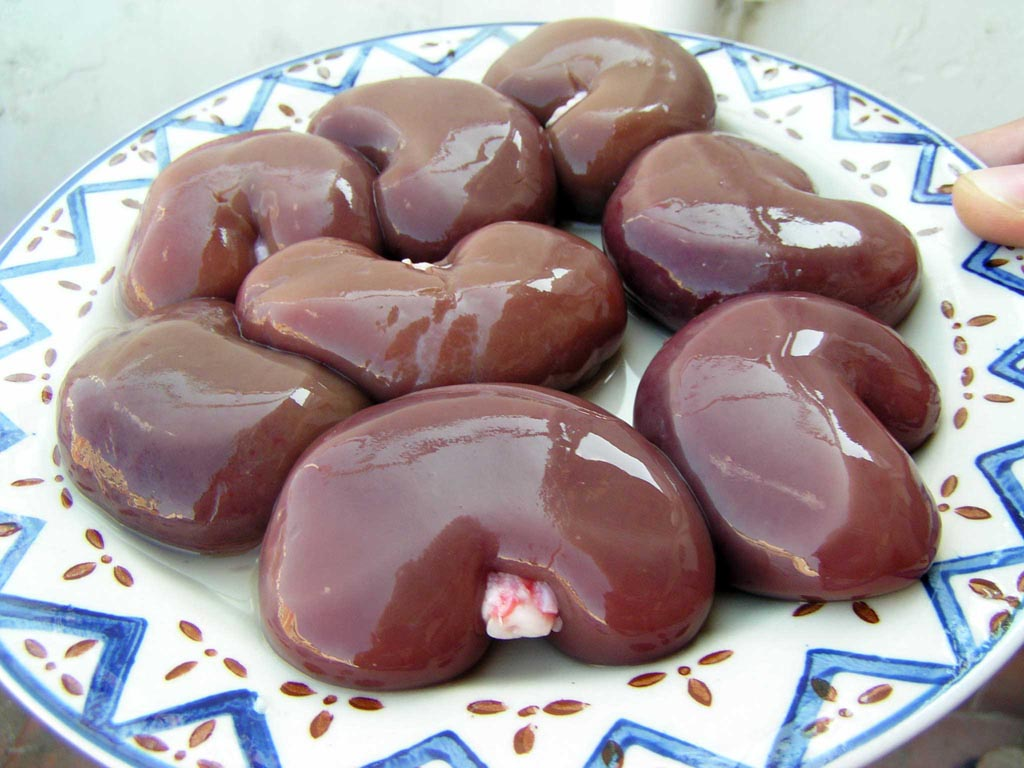
Lammnjure

Lammnjure avser styckdelen av lamm som består av organet njure, alltid från unga djur.
Lammnjuren tillagas typiskt genom stekning på hög värme och kan även grillas.
I likhet med annan inälvsmat konsumerades den i högre grad förr i Sverige då alla delar av djuret behövde tas tillvara. Det är en vanligare råvara i sydligare länder, och betraktas ofta som en delikatess. I Frankrike serveras den till exempel stekt med senapssås eller flamberad med cognac. I Italien är hackad persilja och finskuren vitlök vanliga tillbehör.
Portionsstorleken beräknas till 150 g.